# Cider
 Der er for få eller ingen kildehenvisninger i denne artikel, hvilket er et problem. Du kan hjælpe ved at angive troværdige kilder til de påstande, som fremføres i artiklen.

Cider (udtales [ˈsiːðʌ]?, [ˈsiˀðʌ]? eller [ˈsɑjdʌ]?) er gæret æblemost og pæremost. Andre frugter kan tilsættes. I Frankrig anvendes 23 sorter cideræbler med megen syre. Alkoholindholdet i cider varierer. I Frankrig og Storbritannien produceres cider med 2% til 8% alkohol. Pærecider er meget populær i Sverige og Basse-Normandie, hvor drikken kaldes poiré. 

## Cider i forskellige lande

### Danmark
Danmark er traditionelt et æbleland. Men indtil år 2000 kom de fleste industrifremstillede lavalkoholcidere fra Sverige, Harboes Bryggeri i Skælskør og Bryggeriet Vestfyen i Assens. De lavet af ca. 20% æblemost tilsat ca. 78% vand og alkohol. Denne cider savner det originale produkts duft og krop.
Cider er ved at blive populært i Europa. I Danmark findes fem producenter af traditionel cider: Pomona (siden 2003), Fejø Cider (siden 2003), KNAKs cideri (siden 2004), Ørbæk Bryggeri (siden 2006), Svaneke Bryghus (siden 2009). De er inspireret af de engelske og franske typer. Produktionen er beskeden, men stigende. I 2008 lancerede Carlsberg æblecideren Somersby på 4,7% alk. vol., som hurtigt blev den mest udbredte i landet. Den er fremstillet med 15% æblemost.

### Frankrig
I Frankrig er cider populær især i Bretagne (chistr) og Normandiet (cidre). Den  fås pasteuriseret og upasteuriseret samt med lav (doux) eller høj alkoholprocent (2 - 8%).

### Irland og Storbritannien
Æblecider er meget populært i Irland og Storbritannien  specielt i de sydvestlige dele England og Wales. Storbritannien har det højeste forbrug af cider pr. indbygger i verden og de største ciderbryggerier og en produktion på mere end 500 millioner l cider om året. H. Bulmer er den største producent.

### Spanien
I de nordlige dele Asturien og Baskerlandet hedder cider henholdsvis sidra og sagardoa.

### Tyskland
Specielt i Rhin-Main-området ved Frankfurt am Main bliver 'Ebbelwoi' eller æblevin produceret og drukket i stor stil. Forskellige vingårde producerer også æblecider og mousserende æblevine. 

### USA
I USA og dele af Canada betyder cider som oftest æblemost. Cider med alkohol kaldes hard cider (hård cider).

### Andre lande
Der produceres også cider i Argentina, Australien, Belgien, Chile, Italien, Japan, de britiske Kanaløer, Luxembourg, Mexico, Norge, Sydafrika, Uruguay og Østrig.

## Calvados
Cider danner grundlaget for æblebrændevinen Calvados (opkaldt efter det franske departement af samme navn omkring Bayeux i Normandiet).